# Kinetikus gázelmélet

A gázok hőmozgása a kinetikus gázelmélet szerint

A kinetikus gázelmélet a gázok makroszkopikus, termodinamikai tulajdonságait az azt alkotó atomok és molekulák mozgása alapján magyarázza, elemi statisztikus meggondolások segítségével. Az alkotórészek mérete kicsi a köztük lévő távolsághoz képest és kölcsönhatásukat első közelítésben csupán a közöttük és a gázt tartalmazó tartály fala közötti rugalmas ütközések jelentik. A részecskék mozgása minden irányban egyenlő valószínűségű. Az elmélet a tartály falával történő ütközésekből levezeti a gáz nyomását, valamint a részecskék átlagos mozgási sebességével hozza kapcsolatba a hőmérsékletet, az ekvipartíció-tétel segítségével pedig a fajhőt is meghatározza. 

## Alapfeltevés
Lásd: Brown-mozgás (hőmozgás): a porszemcsék állandóan szabálytalan zegzugos mozgást végeznek, amely a hőmérséklettel élénkebbé válik.

A kinetikus gázelmélet alapfeltevése szerint a gáz közönséges körülmények között rendkívül nagy számú molekulából áll amelyek teljesen rendezetlenül, igen nagy sebességgel repülnek mindenfelé. Ezzel magyarázható, hogy a gáz a rendelkezésre álló, a molekulák sajáttérfogatához képest igen nagy térfogatú teret teljesen betölti. Említésre méltó kölcsönhatás csak akkor jön létre, amikor egy-egy molekula eléggé közel jut egymáshoz.

## Az ideális gáz nyomása
V térfogatú edénybe n számú, egyenként μ tömegű molekula van zárva.
A gáz tömege {\displaystyle m=n\mu }, a gáz sűrűsége {\displaystyle \rho ={\frac {m}{V}}={\frac {n\mu }{V}}=N\mu }, ahol {\displaystyle N={\frac {n}{V}}} a molekulakoncentráció.
Feltételezve, hogy:
- mindegyik molekula sebességének nagysága (ugyanakkora) {\displaystyle v}
- derékszögű hasáb alakú edényben a molekulák 1-1 harmada a hasáb oldaléleivel párhuzamosan mozog (egy másik lapra merőlegesen)

a kinetikus gázelmélet alapegyenlete:
{\displaystyle p={\frac {1}{3}}N\mu {\bar {v^{2}}}={\frac {1}{3}}\rho {\bar {v^{2}}}={\frac {n}{V}}\mu {\bar {v^{2}}}}.

## A hőmérséklet molekuláris jelentése
Az előzőek szerint {\displaystyle pV={\frac {1}{3}}n\mu {\bar {v^{2}}}}. Ezt az ideális gáztörvénnyel összevetve a {\displaystyle {\frac {1}{2}}\mu {\bar {v_{0}^{2}}}={\frac {3}{2}}kT}, ahol k a Boltzmann-állandó.

## A gázmolekulák sebességeloszlása
A hőmérsékletre vonatkozó egyenletből kapjuk, hogy {\displaystyle ({\sqrt {\bar {v_{0}^{2}}}}\equiv )\ v={\sqrt {\frac {3p}{\rho }}}={\sqrt {3RT}}={\sqrt {\frac {3kT}{\mu }}}}.
A sebességeloszlási törvény analitikai alakja (Maxwell-féle sebességeloszlási törvény):
{\displaystyle {\frac {\Delta n}{n}}={\frac {4}{\sqrt {\pi }}}{\biggl (}{\frac {\mu }{2kT}}{\biggr )}^{\frac {3}{2}}v^{2}e^{{\bigl (}-{\frac {\mu v^{2}}{2kT}}{\bigr )}}\Delta v}
és a legvalószínűbb sebesség a
{\displaystyle v_{max}={\sqrt {2RT}}\ \ {\biggl (}={\frac {2}{3}}v{\biggl )}}.

## Az energia egyenletes eloszlása, azekvipartíció tétele
{\displaystyle E_{kin}={\frac {1}{2}}m{\bar {v^{2}}}={\frac {f}{2}}kT}, ahol {\displaystyle f} a szabadsági fokok száma. Ez azt jelenti, hogy mindegyik szabadsági fokra átlagosan {\displaystyle {\frac {1}{2}}kT} energia jut.